# Берти, Уиллоуби, 3-й граф Абингдон
Уиллоуби Берти, 3-й граф Абингдон (англ. Willoughby Bertie, 3rd Earl of Abingdon; 28 ноября 1692 — 10 июня 1760) — английский пэр, землевладелец и политик-тори.

## Происхождение и образование
Родился 28 ноября 1692 года в Линдси-хаусе, Вестминстер, Лондон. Старший сын политика, Достопочтенного Джеймса Берти (1674—1735) из Стэнвелла, Мидлсекс, и Элизабет Уиллоуби (? — 1716), дочери Джорджа Уиллоуби, 7-го барона Уиллоуби из Парема (1638—1674). Племянник и наследник Монтегю Венейблс-Берти, 2-го графа Абингдона (1673—1743).
Он поступил в колледж Корпус-Кристи в Кембридже 27 ноября 1707 года.

## Карьера
Уиллоуби Берти заседал в Палате общин от Уэстбери в 1715 году, но был отстранен от должности после подачи петиции.
16 июня 1743 года после смерти своего дяди, Монтегю Венейблса-Берти, 2-го графа Берти (1673—1743), Уиллоуби Берти унаследовал титулы 3-го графа Абингдона в графстве Беркшир (Пэрство Англии) и 7-го лорда Норрейса (Пэрство Англии), став членом Палаты лордов Великобритании.
Он занимал должность главного стюарда Абингдоном и Уоллингфордом в ноябре 1743 года.
Он оставался убежденным тори, поскольку отказался присоединиться к Оксфордширской ассоциации в защиту Ганноверского престолонаследия во время восстания якобитов в 1745 году.
Лорд Абингдон скончался 10 июня 1760 года в возрасте 67 лет. Он был похоронен в часовне Райкот, Хасли, Оксфордшир, Англия.

## Дальнейшая жизнь и наследие
В августе 1727 года во Флоренции Уиллоуби Берти женился на Энн Мэри Коллинз (1709 — 21 декабря 1763), дочери сэра Джона Коллинза. У супругов было девять детей:
- Леди Элизабет Перегрин Берти (1728—1804), в 1763 году она вышла замуж за сэра Джона Галлини
- Леди Джейн Берти (ок. 1730 — 25 февраля 1791), вышла замуж за Томаса Клифтона из Уэстби, Клифтона и Литама
- Леди Бриджит Берти (1732 — 9 декабря 1760), не замужем[1]
- Джеймс Берти, лорд Норрейс (25 сентября 1735 — 12 октября 1745), погиб во время пожара в Райкоте
- Леди Энн Элеонора Берти (ок. 1737 — 19 апреля 1804)[1], в 1766 году она вышла замуж за Филиппа Венмана, 7-го виконта Венмана
- Уиллоби Берти, 4-й граф Абингдон (16 января 1740 — 16 сентября 1799)[1], второй сын и преемник отца.
- Достопочтенный Перегрин Берти (из Уэстона-он-зе-Грин) (13 марта 1741 — 20 августа 1790), капитан
- Леди Мэри Берти (12 ноября 1746 — 22 июля 1826)[1], вышла замуж за Майлза Стэплтона (? — 1809)
- Леди София Берти (6 ноября 1748—1760), не замужем[1].

В 1764 году попечители его имения продали некоторые из его поместий в Оксфордшире: Уэндлбери сэру Эдварду Тернеру, 2-му баронету , и Честертон Джорджу Спенсеру, 4-му герцогу Мальборо. В Уилтшире Марден был продан Джорджу Вилли, а Патни — Роберту Амору.